# ققاتا
ققاتا (دانمارکی: Centrum) یک شهرداری در غرب گرینلند است که از ۱ ژانویه ۲۰۰۹ تاکنون فعالیت دارد. این شهرداری پس از مکانش در مرکز غربی کشور نام‌گذاری شده‌است. در ژانویه ۲۰۲۰، جمعیت آن ۹٬۳۷۸ تن بوده‌است. مرکز اداری شهرداری سیسیمیوت است.